# Proximité sémantique
En psychologie cognitive et en science de l'information, la proximité sémantique est une notion définie entre deux concepts soit au sein d'une même hiérarchie conceptuelle, soit — dans le cas d'alignement d'ontologies — entre deux concepts appartenant respectivement à deux hiérarchies conceptuelles distinctes. La proximité sémantique indique qu'ils sont souvent présents ensemble dans un même univers perceptif, ou qu'une part importante de leurs relations les unit.

## Proximité sémantique vs. similarité sémantique
D’un point de vue psychologie cognitive, les notions de proximité et de similarité sont bien distinctes. La théorie Gestaltiste, fondée sur les travaux de ses trois fondateurs (K. Koffka,W. Köhler et M.Wertheimer), propose six lois fondamentales : loi de la bonne forme, loi de bonne continuité, loi de destin commun, loi de clôture, loi de proximité et loi de similarité.
La loi de proximité stipule que le cerveau regroupe les éléments qui apparaissent souvent ensemble, qui sont proches dans une même zone perceptive. C'est le cas des lettres qui forment un mot, des points qui forment une figure géométrique... Ce type de regroupement présente une certaine cohérence. A contrario, la loi de similarité stipule que notre cerveau regroupe les éléments qui paraissent semblables, c'est-à-dire partageant un certain nombre de propriétés tant descriptives (perceptibles) que fonctionnelles.
D’un point de vue ontologique, [Agirre et al. (2009)] estime que deux concepts sont proches s'il y a au moins une relation entre eux. 
Ainsi, il y a proximité sémantique entre deux concepts (par exemple, Chat et Souris) si :
- d'un point de vue intensionnel, une grande proportion de leurs relations (par exemple Mange, Joue avec, etc.) les unit ;
- d'un point de vue expressionnel, les termes qui les dénotent (par exemple, Minou, Souris, etc.) sont souvent présents ensemble dans les mêmes documents ;
- d'un point de vue extensionnel, les instances propres à chacun des concepts (par exemple Tom, Jerry, Sylvestre, etc.) se trouvent souvent ensemble dans un même univers perceptif.